# Fischen (stacja kolejowa)
Fischen - stacja kolejowa w Fischen im Allgäu, w kraju związkowym Bawaria, w Niemczech. Znajduje się tu 1 peron.